# 中央军委审计署驻北部战区审计局
中央军委审计署驻北部战区审计局，位于辽宁省沈阳市，是中央军事委员会审计署下属局，负责中国人民解放军北部战区审计工作。

## 沿革
在深化国防和军队改革中，2016年1月组建中央军委审计署。中央军委审计署新设中央军委审计署驻北部战区审计局，驻中国人民解放军北部战区。

## 机构设置
- 中央军委审计署呼和浩特审计中心
- 中央军委审计署沈阳审计中心[3]
- 中央军委审计署哈尔滨审计中心
- 中央军委审计署长春审计中心
- 中央军委审计署济南审计中心

## 历任领导
| 中央军委审计署驻北部战区审计局局长 1. [[]]（2016年—） | 中央军委审计署驻北部战区审计局副局长 - [[]]（2016年—） |